# Jean de Criquebœuf
Jean de Criquebœuf, seigneur et militaire français, mort le 17 octobre 1591 à Montjean.

## Château de Montjean

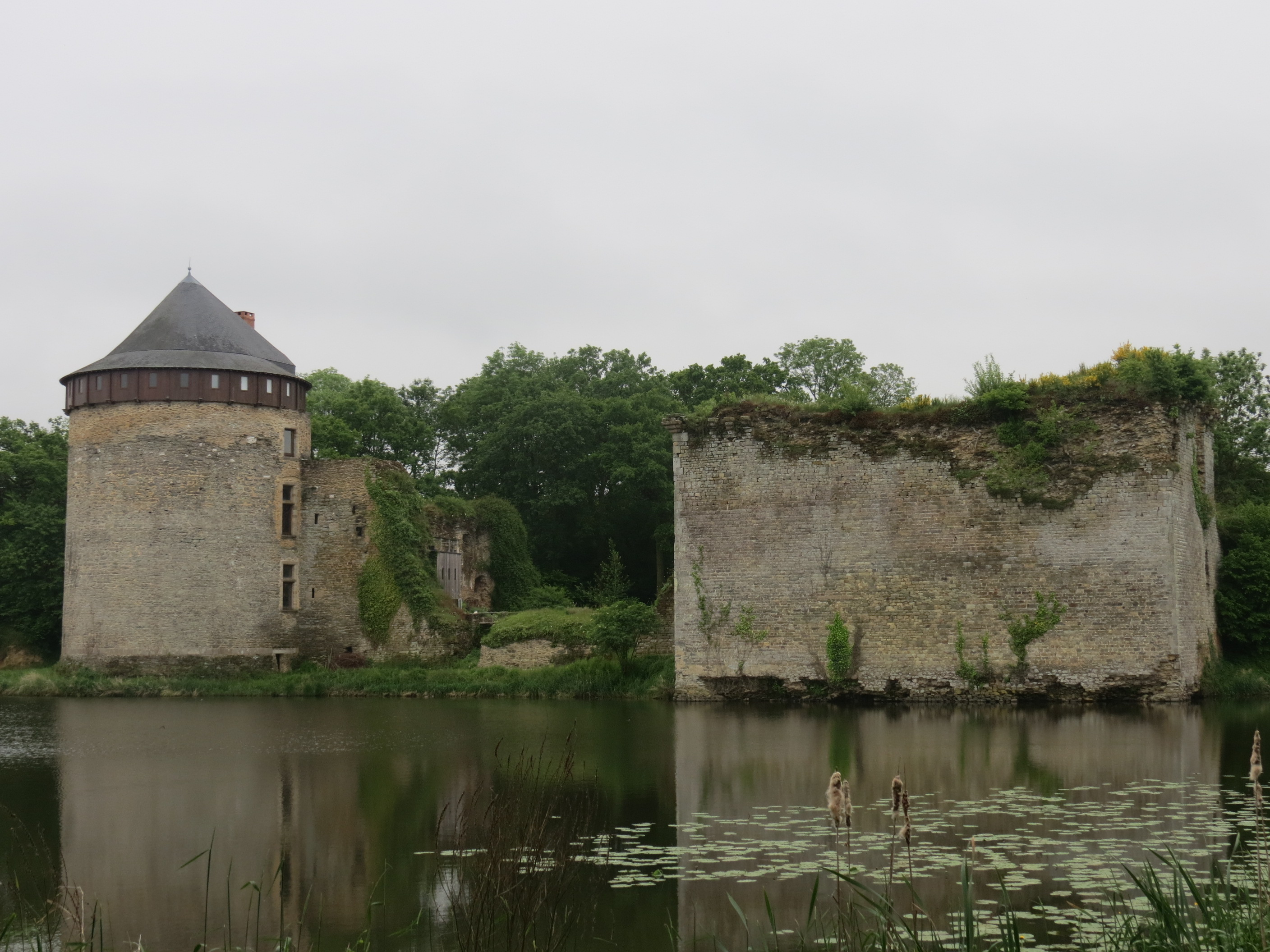
Le château de Montjean

En 1591, Henri IV avait confié la garde des puissantes murailles du château de Montjean au vieux Jean de Criquebœuf, chevalier de ses ordres.
Criquebœuf avait soixante-dix ans ; il avait épousé Claude de Saint-Melaine de la famille du Bourg-Lévêque, qui avait eu de longs différends avec Pierre Le Cornu,  sieur du Plessis de Cosmes, à raison des affaires de religion ; Criquebœuf avait naturellement pris parti pour les parents de sa femme.

## Le parti royal
Enfin il représentait dans le Bas-Maine le parti royal et avait pour mission de défendre ce pays contre les déprédations et les excès de du Plessis et des ligueurs. Le Cornu lui voua une haine implacable.
Mais Criquebœuf était vieux ; il connaissait les horreurs de la guerre civile ; il eût voulu les éviter à ces contrées. Il essaya de vivre en bonne intelligence avec son terrible voisin et fit faire près de lui des démarches ; il écrivit même aux filles de du Plessis en leur disant que tout le passé devrait être oublié.
Du Plessis pour mieux cacher ses projets, sembla se prêter aux propositions de Criquebœuf. Il envoya plusieurs fois à Montjean, comme messagers de paix, deux maîtres chirurgiens, François Rousseau et son frère Vaslinière. Ils traitèrent d'un accord entre le vieux royaliste et le ligueur et du Plessis écrivit de sa main une lettre de sauvegarde, promettant qu'il n'entreprendrait rien contre Montjean et Criquebœuf.
Cependant, on faisait bonne garde. Chaque soir à tour de rôle, des paysans, venaient prendre la garde et monter sentinelle. Dans le donjon une petite garnison commandée par Jean de Pihourde sieur de la Fontaine veillait jour et nuit. Toutes les précautions semblaient prises ; on avait compté sans la trahison.

## Drame de Montjean (octobre 1591)
Le château de Montjean fut le théâtre d'un drame où le rôle de Pierre Le Cornu fut des plus odieux. Il réussit à y surprendre Jean de Criquebœuf, catholique, qui était devenu son ennemi personnel à la suite d'un duel dans les faubourgs de Laval, et son rival en tant que ligueur. Cricquebœuf fut mortellement blessé d'un coup de dague au ventre le 16 octobre 1591.

## Témoignages
L'abbé Angot a retrouvé pour les événements de la nuit tragique du 16 au 17 octobre 1591, la déposition de cinq nouveaux témoins qui n'étaient pas les seuls, et, sur ce qui se passa à Laval lors de la venue des Ligueurs dans les premiers jours de juin 1592, deux témoignages importants et curieux. Ils furent recueillis le jeudi 9, le samedi 11 et le mercredi 22 septembre 1599 par le notaire royal Michel Briand et le sergent Michel Duchemin.
Une deuxième enquête sur cette affaire fut faite au lieu de la Daguerie voisin du château de Montjean, par Denis Couesmier sergent royal à Laval, le 6 septembre 1599. Plus de vingt témoins furent entendus et rapportèrent tous les faits. Le plus important fut Antoinette du Bois-Halbrant, âgée alors de 33 ans, épouse de Daniel de Pouchère sieur de Harpont et demeurant avec lui à la grande Valinière, commune de Courbeveille. Elle donna tous les détails de ce drame où elle avait joué un rôle ; elle fit connaître tout ce qui s'était passé dans cette nuit fatale dont elle ne pouvait perdre le souvenir. 

« Cricquebœuf, tu es un beau faiseur de guerre ; tu ne la faisois que en un regard Le sieur de Cricquebeuf lui dit : Plessis, tu m'as bien pris en traître. Je pensois que nous étions amis comme m'avoit dit Vallinière et par lettres qu'il m'avoit apporté dempuis deux jours sous ton seing qui sont ici avec mes lettres. »

## Punition
Ce crime abominable commis au mépris de l'amitié jurée sur un vieillard de soixante dix ans, eut un grand retentissement et souleva une violente indignation. Madame de Criquebœuf en poursuivit énergiquement la punition. 

## Sources
- Abbé Angot, « L'assassinat de Criquebœuf au château de Montjean », dans Bulletin de la Commission historique et archéologique de la Mayenne, 1912, tome 28, p. 298-314.  ;
- Jules Le Fizelier, « Essais d’histoire locale [I. Une expropriation pour cause d'utilité publique en 1499 : le cimetière Saint-Vénérand à Laval. - II. Un épisode des guerres de la Ligue dans le Maine : le drame de Montjean (octobre 1591). - III. L'année 1790.] »